# Сурія Вега
Сурія Валерія Вега Сісто (ісп. Zuria Valeria Vega Sisto; нар. 10 січня 1989; Мехіко, Мексика) — мексиканська акторка, співачка та фотомодель.

## Біографія
Сурія Вега народилася і виросла в Мехіко. Її батько — мексиканський актор першої величини, мати — художниця. Дитинство минало в оточенні творчих особистостей. Старша сестра Сурії Марімар Вега і їх молодший брат Гонсало Вега молодший — також актори.
Почала кар'єру в спектаклі «Пані президент», протагоністом и режисером якої був її батько. В 17 років вибрана для участі в серіалі «S.O.S.: Секс та інші секрети», де виконала роль Роберти, доньки героїні Марії Лус Зетіни. В січні 2008 Роберто Гомес Фернандес і Жизель Гонсалес запропонували їй роль Ренати в теленовелі «Залізна душа» («Душа сім'ї Єрро»; слово «Hierro» перекладається з ісп. як «залізо»). Після цієї ролі Вегу полюбили в Мексиці і вона отримала свою першу нагороду в номінації «Найкраща молода акторка». У січні 2009 року продюсерка Наталі Лартійо дала Везі головну роль в теленовелі «Море кохання», де вона зіграла разом з Маріо Сімарро та Маріаною Сеоане. Саме роль Естрельї принесла їй світову популярність.
У 2010 році взяла участь у третьому сезоні серіалу «Жінки-вбивці». Також в 2011 виконала одну з головних ролей в фільмі «Без неї», який вона представила на міжнародному кінофестивалі в Торонто. За роль в цій стрічці акторку удостоїли престижної премії «Срібна богиня» від кінематографічної преси Мексики.
У 2011 виконала головну роль у серіалі «Команда», у 2012 знімалась в двох проєктах — серіалі «Хлороформ» та теленовелі «Притулок для кохання». Роль в останній забезпечила Везі ще більшу популярність і мільйони фанів. Крім того, її номінували на TVyNovelas 2013 за найкращу жіночу роль разом з такою іконою мексиканського кіно, як Вікторія Руффо.
У жовтні 2012 закінчились зйомки повнометражного фільму «Не знаю, чи підрізати собі вени, чи залишити їх довгими», який зняли за однойменним спектаклем, що зазнав неабиякого успіху в Мексиці. Одну з головних ролей і у виставі, і у стрічці виконала Сурія Вега. Влітку 2013 року Вега знімалась у ремейку культового мексиканського фільму жахів «Темніше за ніч». Стрічка стала першим мексиканським фільмом у форматі 3D. 
11 листопада 2013 року у Мексиці відбулась прем'єра теленовели «Які ж бідні багаті», в якій Вега виконала головну роль матері-одиначки Лупіти Менчака. Компанію на знімальному майданчику їй склали Хайме Каміл, Марк Тачер, Інгрід Мартц, Наташа Дюпейрон, Мануель «Флако» Ібаньєз та інші.  Теленовела була неймовірно популярною у Мексиці та США.
Влітку 2013 відбувались зйомки фільму жахів з Вегою в головній ролі під назвою «Темніший за ніч» (в українському прокаті «Темніше ночі»). Його світова прем'єра відбулась в серпні 2014 року. Картина була в прокаті багатьох країн світу (в Україні з 20 листопада 2014), її демонстрували на кількох заходах в рамках Каннського кінофестивалю.
З 19 січня по 10 липня 2015 р. Сурія Вега виконувала головну роль в теленовелі «Хай простить тобі Бог». Після цього була основною претенденткою на головну жіночу роль в серіалі «Гранд Готель», знялася в пілотному епізоді. Однак керівництво компанії Televisa не дозволило продюсерам найняти Вегу, адже це був би третій підряд серіал з її участю. Тому на певний час Сурія Вега пішла з телебачення в театр та кіно: зіграла в спектаклях «Карликові шимпанзе» (2015) та «Люті» (2016), а також виконала одну з головних ролей в комедійному фільмі «Майже велика афера» (Casi Una Gran Estafa).
Вега не робила перерви в кар'єрі навіть під час вагітності. Вона взяла участь в серіалі «13 дружин Віктора Фернандеса», виконавши роль вагітної дружини головного героя. Прем'єра «13 дружин Віктора Фернандеса» відбулася 12 травня 2017 року. А вже 5 червня 2017 р. Вега повернулась на телебачення в теленовелі «Мій чоловік має сім’ю», перша серія якої зібрала перед екранами 12 мільйонів глядачів. Теленовела стала найуспішнішою в Мексиці, завдяки чому її продовжили на другий сезон, зйомки якого розпочнуться навесні 2018 року.

## Особисте життя
Під час зйомок в теленовелі «Залізна душа» Вега почала стосунки з серіальним партнером, актором Хорхе Поса, які тривали майже три роки. У травні 2011 пара повідомила про кінець стосунків. Після цього мала кілька нетривалих романів.
30 липня 2013 року в інтернеті з'явилися фото Веги у супроводі мексиканського актора Альберто Герра. Пара обіймалась та трималась за руки. Через кілька днів Альберто підтвердив журналістам їхні стосунки. Через 5 місяців після початку стосунків пара з'їхалася , 22 березня 2014 повідомила про заручини, 22 листопада року одружилася в місті Сайуліта (штат Наяріт, Мексика). На весіллі були присутні лише рідні та найближчі друзі.
11 січня 2017 року Сурія Вега народила доньку Луа.

## Фільмографія та театральні постановки

### Теленовели
| Рік       | Теленовела            | Оригінальна назва         | Роль                                                   |
| --------- | --------------------- | ------------------------- | ------------------------------------------------------ |
| 2021      | П'ять Хуан            | La venganza de las Juanas | Хуана Мануела                                          |
| 2017      | Мій чоловік має сім’ю | Mi marido tiene familia   | Джульєтта Агілар Рівера                                |
| 2016      | Просто Марія          | Simplemente María         | Virginia Guerrero (сцеціальна участь в останній серії) |
| 2015      | Хай простить тобі Бог | Que te Perdone Dios       | Abigaíl Ríos / Abigaíl Ramos Flores                    |
| 2013-2014 | Які ж бідні багаті    | Que Pobres Tan Ricos      | María Guadalupe Menchaca Martínez «Lupita»             |
| 2012      | Притулок для кохання  | Un Refugio Para el Amor   | Luciana Linares Talancón / Luciana Jacinto Flores      |
| 2009-2010 | Море кохання          | Mar de Amor               | Estrella Marina Briceño                                |
| 2008-2009 | Залізна душа          | Alma de Hierro            | Renata Higareda Fontana                                |

### Серіали
| Рік       | Серіал                       | Оригінальна назва                  | Роль           | Епізоди               |
| --------- | ---------------------------- | ---------------------------------- | -------------- | --------------------- |
| 2017      | 13 дружин Віктора Фернандеса | Las 13 esposas de Wilson Fernández | Maria Teresa   | 9 серія, Maria Teresa |
| 2012-2013 | Хлороформ                    | Cloroformo                         | Valerie        | всі серії             |
| 2011      | Команда                      | El equipo                          | Magda Saenz    | всі серії             |
| 2010      | Жінки-вбивці                 | Mujeres Asesinas                   | Azucena Chávez | Azucena, liberada     |
| 2007-2008 | S.O.S.: Секс та інші секрети | S.O.S.: Sexo y otros secretos      | Roberta        | 16 серій              |

### Фільми
| Рік  | Фільм                                                        | Оригінальна назва                               | Роль  |
| ---- | ------------------------------------------------------------ | ----------------------------------------------- | ----- |
| 2018 | Квартиранти                                                  | Los Inquilinos                                  |       |
| 2017 | Майже велика афера                                           | Casi Una Gran Estafa                            | Elena |
| 2015 | Ельвіро, я б віддав тобі своє життя, але я ще ним користуюсь | Elvira, te daría mi vida pero la estoy usando   | Ana   |
| 2014 | Темніше за ніч                                               | Más negro que la noche                          | Greta |
| 2013 | Не знаю, чи підрізати собі вени, чи залишити їх довгими      | No sé si cortarme las venas o dejármelas largas | Julia |
| 2010 | Без неї                                                      | Sin ella                                        | Gaby  |

### Спектаклі
| Рік  | Спектакль                                               | Оригінальна назва                               | Роль    |
| ---- | ------------------------------------------------------- | ----------------------------------------------- | ------- |
| 2016 | Люті                                                    | Feroces                                         | José    |
| 2015 | Карликові шимпанзе                                      | Los bonobos                                     | Ángeles |
| 2013 | Ліжко для двох                                          | Cama Para Dos                                   | Mariana |
| 2011 | Без священика                                           | Sin Cura                                        | Bruna   |
| 2010 | Не знаю, чи підрізати собі вени, чи залишити їх довгими | No sé si cortarme las venas o dejármelas largas | Julia   |